# Nick Lashaway
Nick Lashaway, nome d'arte di Nicholas Brian Lashaway, (Washington, 24 marzo 1988 – Framingham, 8 maggio 2016) è stato un attore statunitense.

## Biografia
Nick Lashaway nacque il 24 marzo 1988 a Washington. 
Ha esordito come attore cinematografico nel 1997 nel film Operation Dalmatian: The Big Adventure. L'anno seguente ha recitato in un episodio della serie fantascientifica X-Files nel ruolo di Fox Mulder da bambino.
Dopo una pausa di qualche anno, torna a recitare in televisione nelle serie 8 semplici regole... per uscire con mia figlia, Life as We Know It, The Office e Girls.
Ha anche recitato in diversi film tra i quali 40 anni vergine (2005), The Last Song (2010) accanto a Miley Cyrus e My Soul to Take - Il cacciatore di anime (2010) diretto da Wes Craven ed interpretato accanto a Max Thieriot.
Dall'età di 19 anni era membro dell'Actor's Studio.
Lashaway è morto in un incidente stradale l'8 maggio 2016 a Framingham, in Massachusetts.

## Filmografia

### Cinema
- Operation Dalmatian: The Big Adventure, regia di Michael Paul Girard (1997)
- 40 anni vergine (The 40 Year Old Virgin), regia di Judd Apatow (2005)
- American Fork, regia di Chris Bowman (2007)
- Il re del supermarket (Bagboy), regia di Mort Nathan (2007)
- The Last Song, regia di Julie Anne Robinson (2010)
- My Soul to Take - Il cacciatore di anime (My Soul to Take), regia di Wes Craven (2010)
- Little Murder, regia di Predrag Antonijevic (2011)
- In Time, regia di Andrew Niccol (2011)
- Choose You, regia di Spike Jonze e Chris Milk - cortometraggio (2013)
- Addiction: A 60's Love Story, regia di Tate Steinsiek (2015)
- Under a Stone, regia di William Klayer - cortometraggio (2015)
- Prayer Never Fails, regia di Wes Miller (2016)
- Diamond Soles, regia di Micael Preysler (2019) uscito postumo

### Televisione
- X-Files (The X-Files) – serie TV, 1 episodio (1998)
- 8 semplici regole... per uscire con mia figlia (8 Simple Rules... for Dating My Teenage Daughter) – serie TV, 1 episodio (2003)
- Life as We Know It – serie TV, 3 episodi (2004)
- The Office – serie TV, 1 episodio (2007)
- Deal O'Neal, regia di Nathan Bexton – film TV (2010)
- Unforgettable – serie TV, 1 episodio (2012)
- Girls – serie TV, 1 episodio (2013)

## Doppiatori italiani
- Sacha De Toni in Life as We Know It
- Marco Bassetti in The Last Song